# Mouchan
Mouchan är en kommun i departementet Gers i regionen Occitanien i sydvästra Frankrike. Kommunen ligger i kantonen Condom som tillhör arrondissementet Condom. År 2022 hade Mouchan 385 invånare.

## Befolkningsutveckling
Antalet invånare i kommunen Mouchan
Referens:INSEE